# Celles, Cantal

Celles este o comună în departamentul Cantal, Franța. În 1 ianuarie 2022 avea o populație de 217 de locuitori.